# Scardamia neeraria
Scardamia neeraria är en fjärilsart som beskrevs av Charles Oberthür 1912. Scardamia neeraria ingår i släktet Scardamia och familjen mätare. Inga underarter finns listade.